# Кладбище Святого Лазаря
Кладбище Святого Лазаря (рум. Cimitirul Sfântul Lazăr; в просторечии — Кладбище Дойна (рум. Cimitirul Doina)) — кладбище в Кишинёве, Молдова. Занимая площадь около 2 000 000 м², оно является одним из крупнейших кладбищ Европы.
Кладбище было открыто в 1966 году и в настоящее время насчитывает более 300 000 могил, в том числе 600 склепов. Всего насчитывается 285 секторов. На кладбище хоронят в среднем от четырёх до пяти тысяч человек в год. На участке кладбища, принадлежащем Германии, захоронены останки немецких солдат, погибших во Второй мировой войне. Также на кладбище захоронено более 10 000 евреев.
Традиционно на Пасху муниципалитет выделяет населению бесплатные автобусы до кладбища, которое принимает во время праздника десятки тысяч человек.
В 2011 году канал HBO Romania снял документальный фильм об этом кладбище режиссёра Павла Кузуйока (рум. Pavel Cuzuioc) под названием «Стражи Дойны» (рум. Doina Groparilor). Фильм продолжительностью 55 минут посвящен деятельности работающих здесь могильщиков.
Ближе к середине 2015 года администрация кладбища обратилась к муниципальным властям и администрации коммуны Гратиешты с просьбой одобрить расширение кладбища ещё на 50 гектаров.
В январе 2016 года британское издание Daily Mail опубликовало репортаж о кладбище Святого Лазаря, назвав его одним из самых привлекательных туристических мест в Республике Молдова, а также крупнейшим кладбищем в Европе.

## Известные личности, похороненные на кладбище Святого Лазаря
- Пётр Унгуряну, режиссёр киностудии «Молдова-фильм»
- Аркадий Чуш, оператор киностудии «Молдова-фильм»
- Макс Шахнович Фишман, композитор, пианист, музыкальный педагог
- Левинзон Виталий Ефимович, актёр Русского драматического театра имени А. П. Чехова, заслуженный артист Молдавской ССР
- Валерий Логинов, композитор, музыкальный редактор, педагог
- Николай Киоса, композитор, музыкальный редактор, педагог, заслуженный артист Молдавской ССР
- Александр Львович Соковнин, пианист, профессор, Заслуженный деятель искусств Молдавской ССР
- Нелли Ивановна Каменева, актриса Русского драматического театра имени А. П. Чехова, Народная артистка Молдавской ССР
- Михаил Евгеньевич Миликов, актёр Русского драматического театра имени А. П. Чехова, заслуженный артист Молдавской ССР
- Сергей Савченко, советский и молдавский футболист, полузащитник. Мастер спорта.
- Георгий Тегляцов, советский футболист, молдавский тренер. Мастер спорта СССР (1982). Заслуженный тренер Молдавской ССР (1989).
- Сергей Пожар, композитор, музыковед, журналист, педагог.
- Виктор Букэтару, режиссер[13][14]
- Борис Чеботарь, молдавский футболист, защитник, полузащитник[15]
- Евгений Мызников, актёр театра и кино, служил в Кишинёвском театре им. А.П. Чехова, Тираспольском театре, в Кишинёвском Театре киноактёра, в Молдавской филармонии, в ряде театров Росии.[16]
- Лидия Валерьяновна Аксёнова, дирижёр, педагог, теоретик дирижирования, музыкальный писатель, первый профессор хорового дирижирования в Молдове, Заслуженный деятель искусств Молдовы
- Михаил Тимофти, режиссёр, актёр, музыкант-мультиинструменталист, профессор, сценарист, писатель, композитор, Мастер искусств Молдовы (2007)[17]